# Parectenium
Parectenium is een geslacht uit de grassenfamilie (Poaceae). De soorten komen voor in Australië.